# Takaya Kuroishi
Takaya Kuroishi (黒石 貴哉 Kuroishi Takaya?), född 24 februari 1997 i Hyōgo prefektur, är en japansk fotbollsspelare.
Kuroishi började sin karriär 2019 i MIO Biwako Shiga. 2020 flyttade han till Vanraure Hachinohe.